# Pandorina
Pandorina je rod zelenih algi iz porodice Chlorophyceae, sastavljen od petnaestak vrsta. Rasprostranjena je najčešće u stajaćim, vrlo rijetko tekućim vodama.

## Izgled
To je kolonijalna alga sastavljena od 8, 16, a ponekad i 32 stanice, koje leže na želatinastoj podlozi. Stanice su najčešće okruglastog oblika, te posjeduju dva biča, koji im služe za kretanje u vodi. Također imaju dvije kontraktilne vakuole, koje izbacuju višak vode upijene osmozom, te jedan veliki kloroplast. Kolonija Pandorina najčešće je velika 20-40, rijetko i do 250 mikrometara, dok je prosječna veličina pojedinačne stanice 17 mikrometara.

## Neke vrste
- Pandorina bengalensis
- Pandorina elegans
- Pandorina morum
- Pandorina pirum
- Pandorina simplex

## Vanjske poveznice
- Youtube - video zapis
- Fotografije